# Championnat international d'escrime 1923
Navigation
Édition précédente Édition suivante
La deuxième édition du Championnat international d'escrime de 1923 s'est déroulé à La Haye aux Pays-Bas.

## Résultats
| Épreuves                              | Or               | Argent           | Bronze                 |
| ------------------------------------- | ---------------- | ---------------- | ---------------------- |
| Épée                                  |                  |                  |                        |
| Hommes individuel résultats détaillés | Wouter Brouwer   | Adrianus de Jong | Roger François Ducret  |
| Sabre                                 |                  |                  |                        |
| Hommes individuel résultats détaillés | Adrianus de Jong | Marc Perrodon    | Henri Wijnoldy-Daniëls |

## Tableau des médailles
| Rang  | Nation   | Or | Argent | Bronze | Total |
| ----- | -------- | -- | ------ | ------ | ----- |
| 1     | Pays-Bas | 2  | 1      | 1      | 4     |
| 2     | France   | 0  | 1      | 1      | 2     |
| TOTAL | TOTAL    | 2  | 2      | 2      | 6     |